# When It's Dark Out
When It's Dark Out è il secondo album in studio del rapper statunitense G-Eazy, pubblicato il 4 dicembre 2015.

## Tracce
1. Intro – 1:11
2. Random – 3:00
3. Me, Myself & I (with Bebe Rexha) – 4:11
4. One of Them (featuring Big Sean) – 3:19
5. Drifting (featuring Chris Brown & Tory Lanez) – 4:33
6. Of All Things (featuring Too $hort) – 3:33
7. Order More (featuring Starrah) – 3:28
8. Calm Down – 2:07
9. Don't Let Me Go (featuring Grace) – 3:11
10. You Got Me – 3:28
11. What If (featuring Gizzle) – 4:13
12. Sad Boy – 3:22
13. Some Kind of Drug (featuring Marc E. Bassy) – 3:42
14. Think about You (featuring Quiñ) – 2:59
15. Everything Will Be Ok (featuring Kehlani) – 5:11
16. For This (featuring IAMNOBODI) – 4:10
17. Nothing to Me (featuring E-40 & Keyshia Cole) – 5:29